# Esporte Clube Comercial
L'Esporte Clube Comercial és un club de futbol brasiler de la ciutat de Campo Grande a l'estat de Mato Grosso do Sul.

## Història
El club va ser fundat el 15 de març de 1943, Els seus fundadors foren Etheócles Ferreira i altres estudiants del Colégio Dom Bosco. L'any 1948, Jamil Naglis fou escollit president del club. Ell canvià els colors del club als actuals. El 1973 participà en el Campeonato Brasileiro Série A per primer cop. El 1975 guanyà el seu únic Campionat matogrossense. A partir de 1979 competí al campionat sul-matogrossense on guanyà 8 campionats fins al 2010.

## Palmarès
- Campionat matogrossense:
  - 1975

- Campionat sul-matogrossense:
  - 1982, 1985, 1987, 1993, 1994, 2000, 2001, 2010

## Estadi
L'equip juga els seus partits a l'Estadi Universitário Pedro Pedrossian, conegut com a Morenão, inaugurat el 1977, amb capacitat per a 45.000 espectadors.
El camp d'entrenament s'anomena CT Vila Olímpica.